# Літинський Ібрагім Мойсейович
Ібрагі́м Мойсе́йович Літи́нський (нар. 4 лютого 1908, Київ — пом. 25 березня 1958, Київ) — український радянський живописець, графік, плакатист; член Асоціації художників Червоної України в 1920-х роках та Спілки художників України з 1940-х років.

## Життєпис
Народився 22 січня [4 лютого] 1908 року у місті Києві (тепер Україна). Закінчив Київську художньо-індустріальну школу, у 1927—1931 роках навчався на театрокінофакультеті Київського художнього інституту.
Помер в Києві 25 березня 1958 року.

## Творчість
Працював в царині політичного плакату та кіноплакату, згодом — станкового живопису. Серед робіт:
кіноплакати до фільмів
- «Прокурор Йордан» (1928);
- «Джімі Гігінс» (1930);
- «Гість з Мекки» (1930);
- «Розлука» (1930);
- «Дніпробуд» (1931);
- «Велика неприємність» (1931);
- «Право батьків» (1931);
- «Дві матері» (1931);
- «Дві жінки» (1931);
- «Трансбалт» (1931);
- «Секрет» (1931);
- «Квартали передмістя» (1931);
- «Небувалий похід» (1931);
- «Невідома особа» (1931);
- «Секрет рапіду» (1931);
- «Дві матері» (1931);
- «Солоні хлопці»  (1931);
- «Транспорт вогню»  (1931);
- «Земля» (1931);

плакати
- «Фізкультурники та фізкультурниці — гордість нашої країни» (1937);
- «За плач дітей, за дим руїн, за кров братерську — на Берлін!» (1945);

живопис
- «П. Саксаганський» (1938);
- «І. Паторжинський» (1938);
- «Н. Ужвій» (1938);
- «Г. Юра» (1938);
- «Т. Шевченко у казармі» (1939, співавтостві з Самуїлом Кручаковим);
- «У Жовтневі дні» (1941);
- «Зустріч» (1944);
- «Танки йдуть на фронт» (1947).

Окремі роботи зберігаються у Національному музеї Тараса Шевченка у Києві.